# Nuevo
Nuevo és una concentració de població designada pel cens dels Estats Units a l'estat de Califòrnia. Segons el cens del 2000 tenia 4.135 habitants.

## Demografia
Segons el cens del 2000, Nuevo tenia 4.135 habitants, 1.302 habitatges, i 1.076 famílies. La densitat de població era de 295,1 habitants/km².
Dels 1.302 habitatges en un 42,2% hi vivien nens de menys de 18 anys, en un 69,4% hi vivien parelles casades, en un 9% dones solteres, i en un 17,3% no eren unitats familiars. En el 13,1% dels habitatges hi vivien persones soles el 6% de les quals corresponia a persones de 65 anys o més que vivien soles. El nombre mitjà de persones vivint en cada habitatge era de 3,16 i el nombre mitjà de persones que vivien en cada família era de 3,45.
Per edats la població es repartia de la següent manera: un 32,4% tenia menys de 18 anys, un 6,9% entre 18 i 24, un 27,4% entre 25 i 44, un 22% de 45 a 60 i un 11,3% 65 anys o més.
L'edat mediana era de 36 anys. Per cada 100 dones de 18 o més anys hi havia 97 homes.
La renda mediana per habitatge era de 49.129 $ i la renda mediana per família de 51.059 $. Els homes tenien una renda mediana de 40.321 $ mentre que les dones 26.337 $. La renda per capita de la població era de 17.897 $. Entorn del 7,3% de les famílies i el 10,2% de la població estaven per davall del llindar de pobresa.

## Poblacions més properes
El següent diagrama mostra les poblacions més properes.